# NGC 4888
NGC 4888 (również PGC 44766) – galaktyka spiralna (Sab), znajdująca się w gwiazdozbiorze Panny. Odkrył ją William Herschel 23 marca 1789 roku.